# Uromyces pentaschistidis
Uromyces pentaschistidis är en svampart som beskrevs av Gjaerum 1988. Uromyces pentaschistidis ingår i släktet Uromyces och familjen Pucciniaceae.   Inga underarter finns listade i Catalogue of Life.